# Station Maçanet-Massanes
Maçanet-Massanes is een station van Rodalies Barcelona. Het is gelegen in Maçanet de la Selva en tegen Massanes aan. Het is een overstapstation voor de Rodalies lijnen R1 en R2 Nord. Daarnaast stopt hier ook regionale treindiensten (Medio Distance) R11: Barcelona - Portbou en RG1: Barcelona - Portbou via Mataró. De hogesnelheidslijn Barcelona - Frankrijk kruist het station op een hoog spoorviaduct.

## Lijnen
| Eindbestemming                          | Vorig station | Lijn | Volgend station | Eindbestemming |
| --------------------------------------- | ------------- | ---- | --------------- | -------------- |
| Molins de Rei L'Hospitalet de Llobregat | Tordera       |      | eindpunt        | eindpunt       |
| Aeroport                                | Hostalric     |      | eindpunt        | eindpunt       |